# Henri Moreau
Henri Moreau (Luik, 15 juli 1728 – aldaar, 3 november 1803) was een Belgisch muziekpedagoog en componist. Hij werd op 16 juli gedoopt in de kerk Sint-Niklaaskerk.
Volgens Viotta, Robijns/Zijlstra en Fétis was hij een van de leermeesters van André Ernest Modeste Grétry. Hij was kapelmeester van de Sint-Pauluskathedraal te Luik. Vanuit die functie had hij grote invloed op de ontwikkeling van de muziek in die omstreken. Hij schreef de volgende verhandelingen:
- L’Harmonie mise en pratique (avex un tableau de tous les accords, la méthode de s’en servir, et des regels utiels a ceux qui étudient la composition ou l’accompagnement) (J.G.M. Loxhay, Luik, 1783)
- Nouveaux principes d’harmonie, selon le système d’Antoine Ximenes

Van hem zijn enkele motetten en triosonates bekend. Hij schreef ook een cantate in het Luiks dialect.
Voorts was hij lid van de Franse Academie.
- Biblioteca Nacional de España: XX1695177
- Library of Congress Control Number: n2015018047
- Istituto Centrale per il Catalogo Unico: MUSV045924
- Virtual International Authority File: 169271181